# Swetes
 (signalé en août 2025).
Si vous disposez d'ouvrages ou d'articles de référence ou si vous connaissez des sites web de qualité traitant du thème abordé ici, merci de compléter l'article en donnant les références utiles à sa vérifiabilité et en les liant à la section « Notes et références ».
- Archive Wikiwix
- Bing
- Cairn
- DuckDuckGo
- E. Universalis
- Gallica
- Google
- G. Books
- G. News
- G. Scholar
- Persée
- Qwant
- (zh) Baidu
- (ru) Yandex

Swetes est un village de la paroisse Saint-Paul sur l'île d'Antigua en Antigua-et-Barbuda.

## Personnalités liées à la localité
- Rodney Williams, Gouverneur général d'Antigua-et-Barbuda depuis 2014, y est né le 2 novembre 1947.